# Demis Nikolaidis
Themistoklís "Demis" Nikolaidis (en grec "Ντέμης" Νικολαΐδης) (Gießen, 17 de setembre de 1973) és un exfutbolista grec. Ocupava la posició de davanter.

## Trajectòria
En els seus primer anys milita en el club local de l'Ethnikos Alexandroupolis, on va ser captat per tècnics d'equips més potents. Realitza el seu debut professional amb l'Apollon Smyrnis. Desitjat pels grans club de Grècia, finalment recalaria al seu equip preferit a la infantesa, l'AEK Atenes, on coincideix amb altres destacats futbolistes del país, com ara Tsiartas, Georgatos, Del·las o Zagorakis.
Anota en el seu partit de debut, contra l'Ionikos. Mentre va romandre al club capitalí, va guanyar tres copes de Grècia, així com la Supercopa de 1996. Va ser el màxim golejador de la lliga grega 98/99 i segon golejador de la Copa de la UEFA 00/01. És el màxim golejador dels equips grecs en competició europea, amb 26 dianes en 51 partits. En dues ocasions va marcar cinc gols en un mateix partit i l'únic futbolista grec en marcar 4 gols en un encontre europeu.
En total, amb l'AEK va marcar 177 gols en 266 partits, tot convertint-se en el quart golejador de la història del club. Al març del 2002, el Comité Internacional del Fair Play el va reconèixer amb el Premi Fair Play, arran de la final de la Copa de Grècia del 2000, quan, en partit contra l'Ionikos, el davanter va avisar l'àrbitre que havia marcat un gol amb la mà i que havia d'anul·lar-se.
Al final de la campanya 02/03, el davanter deixa el seu club i recala a l'Atlètic de Madrid. Comença en bona forma al conjunt matalasser, marcant sis gols i formant parella d'atac amb Fernando Torres, però, una sèrie de lesions el van mantindre apartat dels terrenys de joc.

## Selecció
Nikolaidis fa el seu debut amb la selecció grega a l'abril de 1995, davant Rússia, esdevenint un dels seus referents ofensius. El 1999 deixa l'equip nacional, en protesta per una injustícia a la lliga grega. Dos anys després retorna al combinat grec, que es trobava immers en una ratxa de mals resultats.
En el seu retorn, marca contra Anglaterra, sent peça important en la classificació dels grecs per a l'Eurocopa del 2004, que finalment aconsegueixen. Arribant a la cita portuguesa, el davanter havia patit una temporada plena de lesions, però tot i això, el seleccionador Otto Rehhagel el va incloure en la llista, sent peça fonamental en l'històric triomf de Grècia en el campionat, tot i que Nikolaidis es va perdre els dos darrers partits per lesió.
En tota, va sumar 17 gols en 54 partits, tot formant part dels sis màxims golejadors de la selecció hel·lena. Té la marca d'haver realitzat el gol número 500 de la selecció grega, a l'octubre de 2001 contra Anglaterra.

## Dirigent de l'AEK Atenes
Nikolaidis es va retirar als 31 anys i seguidament va establir un consorci per a encapçalar l'AEK Atenes, que passava per una greu crisi interna, amenaçant fins i tot un descens administratiu a quarta divisió.
Amb el suport dels seguidors, esdevé president del club. Amb el seu excompany Ilija Ivic com a director tècnic, realitza un pla per convertir l'AEK en un important equip en un termini de cinc anys. Realitza bones gestions que duen el seu equip a finalitzar tercer, quan l'expectativa estava a acabar al mig de la taula.
En el seu segon any al capdavant de l'AEK, fitxa dues joves promesses hel·lenes, junt a jugadors de la talla del Vasilis Lakis, Oleg Venglinskyi o Bruno Cirillo, tot assolint la classificació per a la Champions League. A banda, va millorar l'economia de l'entitat i va demanar accions per minvar les accions dels seguidors més violents.
L'agost de 2008 va anunciar que faria efectiva la seua dimissió en el càrrec a final de la campanya que començava, tot afirmant que havia aconseguit el seu objectiu. Bona part dels seguidors, per contra, havien perdut confiança en la seua gestió, tot qüestionant les seues decisions, com vendre importants jugadors. Això va dur a un mal inici de la temporada 08/09, que el va apartar de la lluita pels títols.

## Títols
- Copa de Grècia: 96/97, 99/00, 01/02
- Supercopa de Grècia: 1996
- Eurocopa: 2004

### Individual
- Millor jugador jove de Grècia: 1995
- Millor jugador de Grècia: 1997, 1998, 2002
- Màxim golejador de la Lliga de Grècia: 98/99
- Premi Fair Play: 2002